# Hans Hugi (Bauingenieur)
Hans Hugi (* 24. März 1928 in Kilchberg ZH; † 10. Juli 2015 in Neschwil; heimatberechtigt in Kiesen) war ein Schweizer Bauingenieur und Professor an der ETH Zürich.

## Leben
Hans Hugi begann sein Bauingenieurstudium an der ETH Lausanne und schloss dieses im Jahr 1952 an der ETH Zürich ab, wo er 1957 auch erfolgreich doktorierte. Anschliessend wechselte er in die Industrie und arbeitete als Statiker in Ingenieurbüros in Genf und Basel. Im Jahr 1960 wurde er Inhaber eines Ingenieurbüros für Hoch- und Tiefbau in Zürich. Nach diesen Praxisjahren wählte ihn der Bundesrat im Jahr 1969 zum ausserordentlichen Professor für Baustatik und Konstruktion der ETH Zürich und 1976 zum ordentlichen Professor für das gleiche Lehrgebiet. Im selben Jahr wurde das Institut für Hochbautechnik gegründet, dessen Entwicklung er während vieler Jahre als Vorsteher prägte. Im Jahr 1993 wurde er emeritiert und konnte auf eine äusserst erfolgreiche Forschungs- und Lehrtätigkeit zurückblicken.

## Forschung
Hans Hugi machte es den angehenden Architektinnen und Architekten nicht einfach; er hatte den Anspruch, dass sie die Baustatik in ähnlicher Abstraktheit und Stringenz zu lernen hatten wie die Bauingenieure. In der Forschung erkundete er neue Wege in traditionellen Bauweisen wie dem Lehmbau, was auch zu Engagements in Entwicklungsländern wie Äthiopien oder Jemen führte.
Unvergessen bleibt, wie er im Rahmen des 125-Jahre-Jubiläums der ETH 1980 die fachliche Verantwortung für eine Installation des Künstlers Jürg Altweg in der Kuppel des ETH-Hauptgebäudes übernahm, nämlich eine Kunststofffolie quer durch die Kuppel gespannt und mit mehreren Kubikmetern Wasser gefüllt. Auch seine Freizeit widmete er als passionierter Segelflieger der Einschätzung und Beherrschung der Naturkräfte.

## Mitgliedschaften und Auszeichnungen
- 1981 bis 1993 Präsident Akademischer Sportverband Zürich (ASVZ)
- 1994 Ehrenmitglied ASVZ
- Mitglied Föderation Europäischer Nationaler Ingenieurverbände

## Publikationen (Auswahl)
- Hans Hugi: Spannungszustände semi-infiniter Bereiche und konforme Abbildungen. ETH Diss No. 2724, 1957, doi:10.3929/ethz-a-000099186.
- Hans Hugi, Anne-Louise Huber, Thomas Kleespies: Lehmbau-Atlas. Schweizerischer Ingenieur- und Architekten-Verein, Zürich 1994.